# Kazimierz Bełz
Kazimierz Bełz (ur. 8 kwietnia 1943 w Świdnicy) – polski samorządowiec, nauczyciel, od 2001 do 2002 prezydent Świdnicy.

## Życiorys
Syn Antoniego i Henryki. Posiada wykształcenie wyższe. Był nauczycielem w II Liceum Ogólnokształcącym w Świdnicy. Pełnił także funkcję prezesa oddziału PTTK w Świdnicy. Należał do Sojuszu Lewicy Demokratycznej. Działał także w Polskiej Zjednoczonej Partii Robotniczej jako instruktor w świdnickim komitecie miejskim i od 1980 do 1981 kierownik Miejskiego Ośrodka Pracy Ideowo-Wychowawczej.
W kadencji 1998–2002 zasiadał w Radzie Powiatu Świdnickiego. Prezydentem Świdnicy został pod koniec 2001, kiedy to jego poprzednik Adam Markiewicz został wybrany do Sejmu IV kadencji. W trakcie kadencji dokonał szeregu zmian personalnych w spółkach podległych miastu. W bezpośrednim głosowaniu w wyborach samorządowych uzyskał 25,91% głosów i z drugim wynikiem przeszedł do kolejnej tury, w której przegrał z Wojciechem Murdzkiem, uzyskując 29,26% poparcia. W tych samych wyborach zdobył natomiast mandat w Radzie Miasta Świdnicy. W kolejnych wyborach samorządowych z 2006 kandydując na prezydenta uzyskał zaledwie 3,26% głosów i zajął ostatnie, piąte miejsce. Wystartował ponownie do Rady Miasta z listy Lewicy Samorządowej, lecz nie uzyskał mandatu. Został prezesem Stowarzyszenia Myśli Socjaldemokratycznej.